# Fett
För fett i människors och djurs kroppar, se fettvävnad.
För smörjmedel, se Smörjolja och smörjfett.

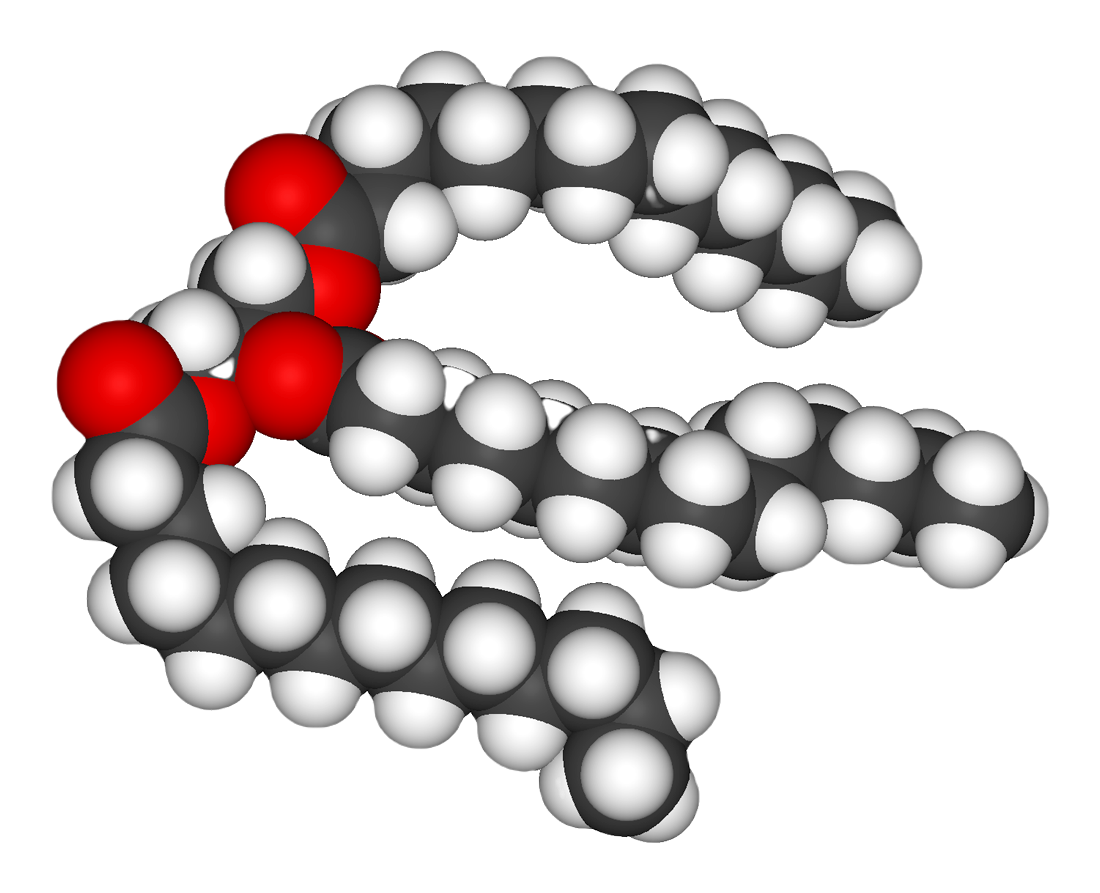
En triglycerid.

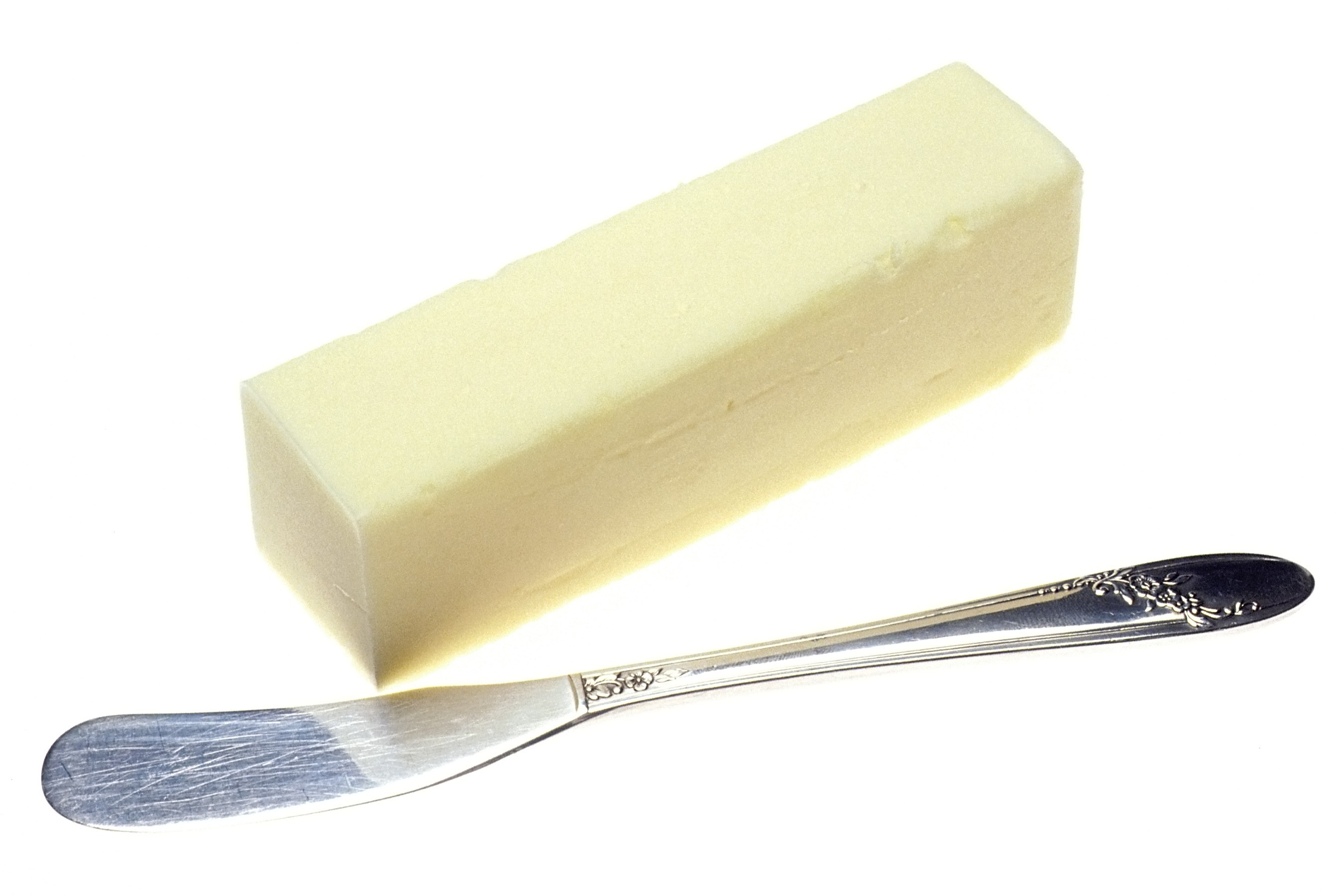
Smör.

Fett är ett energigivande näringsämne, liksom protein och kolhydrater. Fett består framför allt av triglycerider, som i sin tur är uppbyggda av olika fettsyror. Fettsyrorna delas grovt in i mättade, enkelomättade och fleromättade fettsyror. De enkelomättade och fleromättade utgör tillsammans omättade fettsyror. Förutom triglycerider består fettet i maten av fosfolipider och kolesterol, som även kan bildas i kroppen.
I kroppen ingår fett i cellmembran och nervfibrer. Det används även som bränsle och lagras som framtida energiförråd i fettvävnader. Fett i kroppen fungerar även som ett skydd av de inre organen och har en värmeisolerande funktion i kroppen i form av underhudsfett.
Fett utvinns ur djur och växt-celler och därför skiljer man på vegetabiliska fetter (växt) och animaliska fetter (djur). Fett kan vara fast, halvfast eller flytande. Avgörande för fetters smältpunkt är dels de ingående fettsyrornas längd, dels hur stor del och i vilken grad de är mättade. Långa mättade fettsyror medför en högre smältpunkt och ett fett som är fast.
Fett innehåller mest energi av de energigivande näringsämnena, nästan 9 kcal per gram fett. Det är ungefär dubbelt så mycket som protein och kolhydrater som båda innehåller strax över 4 kcal per gram.

## Fett i födan
Förutom att ge energi är fett nödvändigt för att kroppen ska kunna bygga och reparera celler och tillverka hormoner och hormonliknande ämnen. Fett behövs också för att kroppen ska kunna ta upp de fettlösliga vitaminerna A, D, E och K. Dessutom är det en viktig smakbärare. Kroppen kan till viss del omvandla kolhydrater och vissa proteiner till fett men de essentiella (livsnödvändiga) fettsyrorna omega 3 och omega 6 måste tillföras via maten.

## Triglycerider
Triglycerider utgör huvuddelen av fettet i människans föda och i de vanligaste matfetterna, till exempel smör, margariner och matoljor. Det mesta fettet i våra kroppar består också av triglycerider och finns lagrat i fettväven. Triglycerider består till största delen av fettsyror. Fettsyrorna brukar indelas i tre grupper – mättade, enkelomättade och fleromättade.

### Mättade, enkelomättade och fleromättade fettsyror
All mat som innehåller fett har en blandning av fettyper. Mättade fetter och transfetter anses generellt som ohälsosamma, medan omättade fetter, både enkelomättade och fleromättade, anses som mer hälsosamma.
Konsistensen på ett matfett i kylskåpstemperatur visar vilken typ av fett det innehåller. Smör och kokosfett innehåller en stor andel mättat fett och är därför hårt i kylen. Rapsolja och andra oljor med mycket fleromättade fetter har flytande konsistens i kylen. Olivolja innehåller mycket enkelomättat fett och har halvfast konsistens i kylen. Vegetabiliska fetter är oftast hälsosammare än animaliska fetter då de oftast är omättade, med undantag för kokosfett/olja och palmolja. Animaliska fetter, utom i fet fisk, är oftast mättade.
- se även matfett

### Transfett
Det finns också en typ av fett som kallas transfett. Transfett, liksom mättat fett, ökar risken för hjärt- och kärlsjukdom. Ofta finns transfett i livsmedel som även innehåller mycket mättat fett. 

## Fosfolipider
Fosfolipider påminner om triglycerider i sin uppbyggnad. Fosfolipider är viktiga byggstenar i cellmembranen. De hjälper också till att transportera de fettlösliga triglyceriderna i blodet. En vanlig fosfolipid är lecitin, som finns i till exempel äggula och sojabönor.

## Lipoproteiner
Fettet i maten bryts ner i tarm och mage och blir till mindre partiklar som tas upp av tunntarmen. Främst i form av kolesterol och triglycerider transporteras dessa partiklar via blodet och lymfvätskan ut till vävnaderna i kroppen. Där omvandlas de till energi eller lagras i fettväven. Lipoproteiner är de olika sorters blodfetter som hjälper till att transportera fettpartiklarna runt i blodet. Även de fettlösliga vitaminerna transporteras inuti blodfetterna.

## Steroler
Steroler är en annan typ av fett. De är en sorts fettlösliga alkoholer. De vanligaste är kolesterol och olika växtsteroler. 
Kroppen tillverkar eget kolesterol med det finns även i animaliska livsmedel såsom mejeriprodukter och kött. 
Kolesterol är nödvändigt för att kroppen ska kunna producera hormonet kortisol, men även de manliga och kvinnliga könshormonerna och vitamin D. 